# Саламанка (місто, Нью-Йорк)
Саламанка (англ. Salamanca) — місто (англ. city) в США, в окрузі Каттарогус штату Нью-Йорк. Населення — 5929 осіб (2020).

## Географія
Саламанка розташована за координатами 42°9′53″ пн. ш. 78°44′29″ зх. д. / 42.16472° пн. ш. 78.74139° зх. д. (42.164734, -78.741263).  За даними Бюро перепису населення США в 2010 році місто мало площу 16,15 км², з яких 15,52 км² — суходіл та 0,63 км² — водойми.

### Клімат
| Клімат : Саламанка           | Клімат : Саламанка | Клімат : Саламанка | Клімат : Саламанка | Клімат : Саламанка | Клімат : Саламанка | Клімат : Саламанка | Клімат : Саламанка | Клімат : Саламанка | Клімат : Саламанка | Клімат : Саламанка | Клімат : Саламанка | Клімат : Саламанка | Клімат : Саламанка |
| Показник                     | Січ.               | Лют.               | Бер.               | Квіт.              | Трав.              | Черв.              | Лип.               | Серп.              | Вер.               | Жовт.              | Лист.              | Груд.              | Рік                |
| Абсолютний максимум, °C      | 22,2               | 20,0               | 26,7               | 31,7               | 32,2               | 34,4               | 36,1               | 34,4               | 36,1               | 30,6               | 27,2               | 21,1               | 36,1               |
| Середній максимум, °C        | −1,1               | 0,6                | 5,6                | 12,8               | 18,9               | 23,9               | 25,6               | 24,4               | 20,6               | 14,4               | 7,8                | 1,1                | 12,9               |
| Середній мінімум, °C         | −10                | −9,4               | −6,1               | 0,0                | 5,0                | 10,6               | 12,8               | 12,2               | 8,3                | 2,8                | −1,1               | −6,7               | 1,6                |
| Абсолютний мінімум, °C       | −31,7              | −31,7              | −27,8              | −13,9              | −7,2               | −4,4               | −3,9               | −0,6               | −6,7               | −10,6              | −20                | −30                | −31,7              |
| Норма опадів, мм             | 78                 | 62                 | 73                 | 92                 | 98                 | 125                | 119                | 101                | 104                | 94                 | 100                | 90                 | 1137               |
| ---------------------------- | ------------------ | ------------------ | ------------------ | ------------------ | ------------------ | ------------------ | ------------------ | ------------------ | ------------------ | ------------------ | ------------------ | ------------------ | ------------------ |
| Джерело: The Weather Channel |                    |                    |                    |                    |                    |                    |                    |                    |                    |                    |                    |                    |                    |

## Демографія
Згідно з переписом 2010 року, у місті мешкало 5815 осіб у 2468 домогосподарствах у складі 1439 родин. Густота населення становила 360 осіб/км².  Було 2842 помешкання (176/км²).
Расовий склад населення:
| - 77,0 % — білих - 16,9 % — корінних американців - 0,9 % — чорних або афроамериканців - 0,5 % — азіатів - 0,1 % — вихідців з тихоокеанських островів |

До двох чи більше рас належало 3,8 %. Частка іспаномовних становила 3,3 % від усіх жителів.
За віковим діапазоном населення розподілялося таким чином: 24,9 % — особи молодші 18 років, 60,3 % — особи у віці 18—64 років, 14,8 % — особи у віці 65 років та старші. Медіана віку мешканця становила 37,9 року. На 100 осіб жіночої статі у місті припадало 91,0 чоловіків;  на 100 жінок у віці від 18 років та старших — 89,7 чоловіків також старших 18 років.
Середній дохід на одне домашнє господарство  становив 41 114 долари США (медіана — 30 319), а середній дохід на одну сім'ю — 48 285 доларів (медіана — 37 396). Медіана доходів становила 33 289 доларів для чоловіків та 28 958 доларів для жінок. За межею бідності перебувало 27,2 % осіб, у тому числі 34,6 % дітей у віці до 18 років та 10,5 % осіб у віці 65 років та старших.
Цивільне працевлаштоване населення становило 1951 особа. Основні галузі зайнятості: мистецтво, розваги та відпочинок — 27,5 %, освіта, охорона здоров'я та соціальна допомога — 19,5 %, роздрібна торгівля — 11,9 %, виробництво — 10,3 %.